# Acton Bjørn
Acton Bjørn, född den 23 september 1910 i Köpenhamn, död den 20 juni 1992 i Charlottenlund, var en dansk produktdesigner och partner till Sigvard Bernadotte i det gemensamma företaget Bernadotte & Bjørn Industridesign A/S.

## Biografi
Acton Bjørn studerade arkitektur och stadsplanering och började arbeta som formgivare under andra världskriget. År  1950 startade han tillsammans med Sigvard Bernadotte designfirman Bernadotte & Bjørn Industridesign A/S. Ett av Skandinaviens första konsultbyråer för industridesign. Huvudkontoret fanns i Köpenhamn med filialer i New York och Stockholm. 
Samarbetet mellan Bernadotte och Bjørn varade till 1964. Under den tiden skapades många designklassiker som rostfria köksredskap för Modernum (1954) och plastskålen Margrethe för Rosti Bakelitfabrik (1950), som fortfarande produceras. Till uppdragsgivarna hörde bl. a. Husqvarna, Facit, AGA, General Electric, och Elektro-Helios. 
År 1965 öppnade Bjørn sitt eget kontor i Köpenhamn med specialisering på hushållsredskap, kontorsmöbler och förpackning. Samma år formgav han en transistorradio för Bang & Olufsen, Beolit 500 som även kunde monteras på väggen. Designen innebar en förenkling av radions användning jämförbart med telefonens. Höljet var av teak och svart plast och med fem knappar kunde förinställda sändare avropas. Beolit 500 producerades från 1965 till 1969. År 1966 fick Bjørn ett danskt designpris för detta arbete. Acton Bjørn lyckades att förena praktiskt funktion med enkel skulptural form.

## Arbeten (urval)

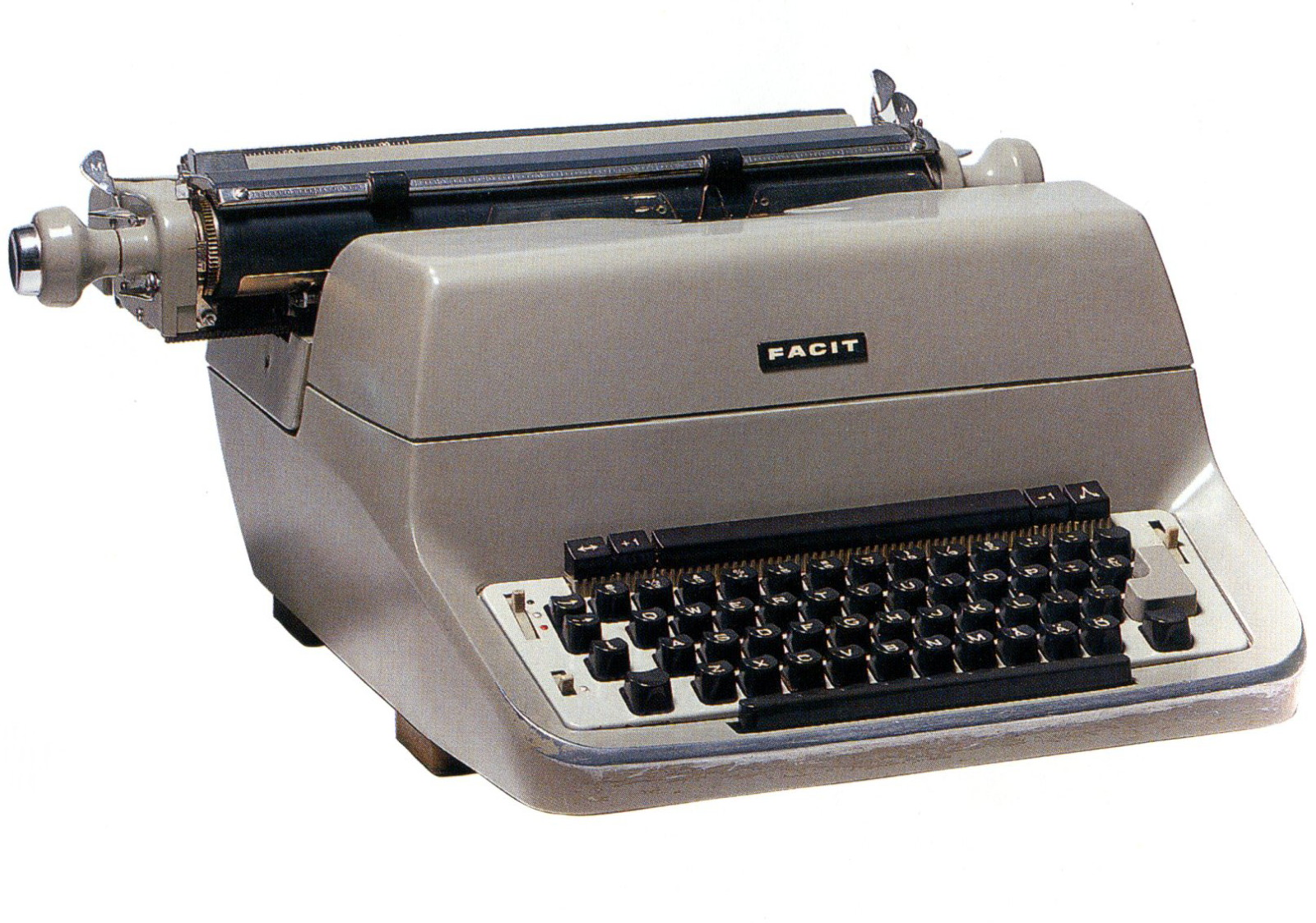
Skrivmaskin för FACIT 1958
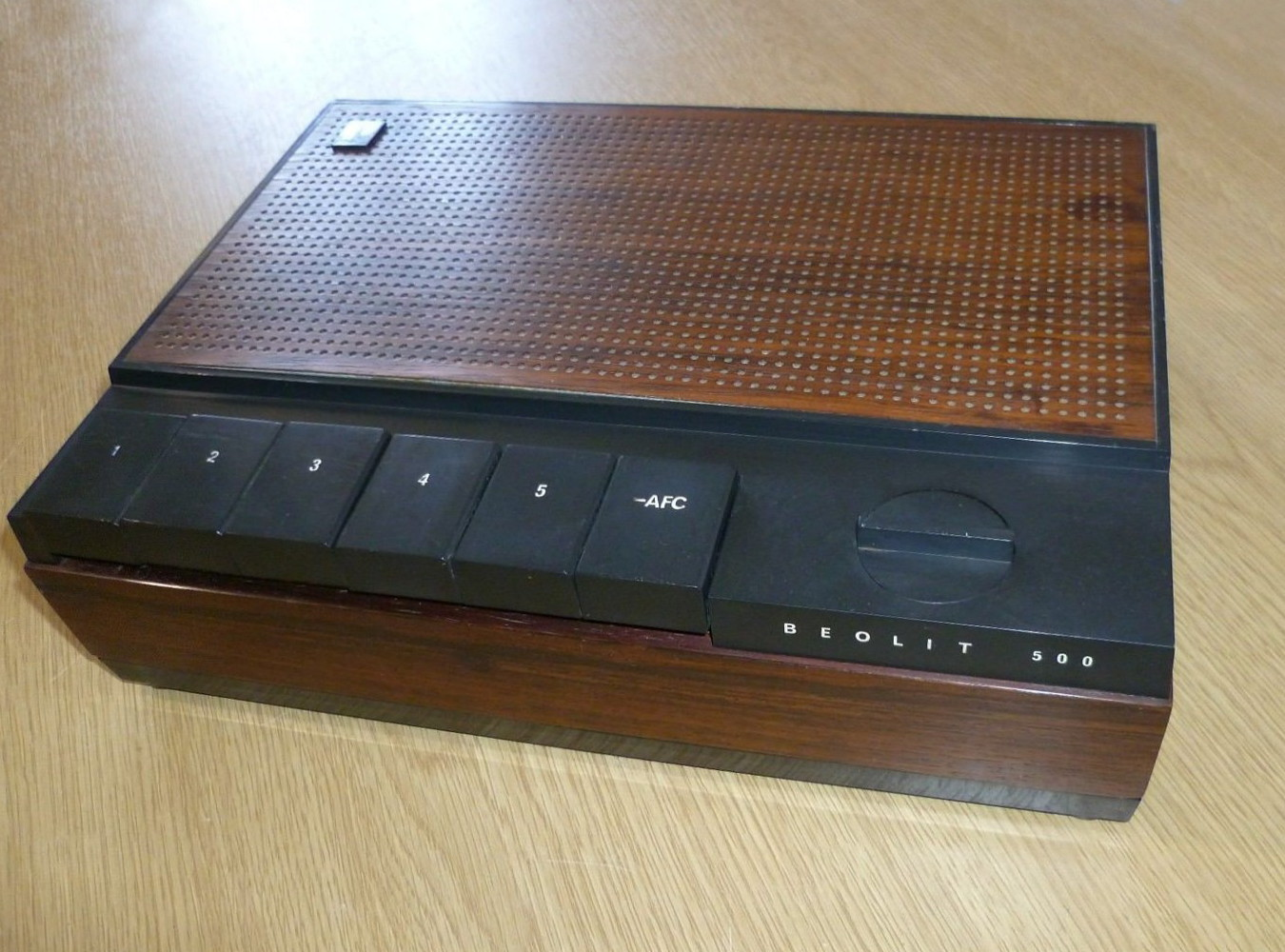
Beolit 500, transistorradio för Bang & Olufsen 1965
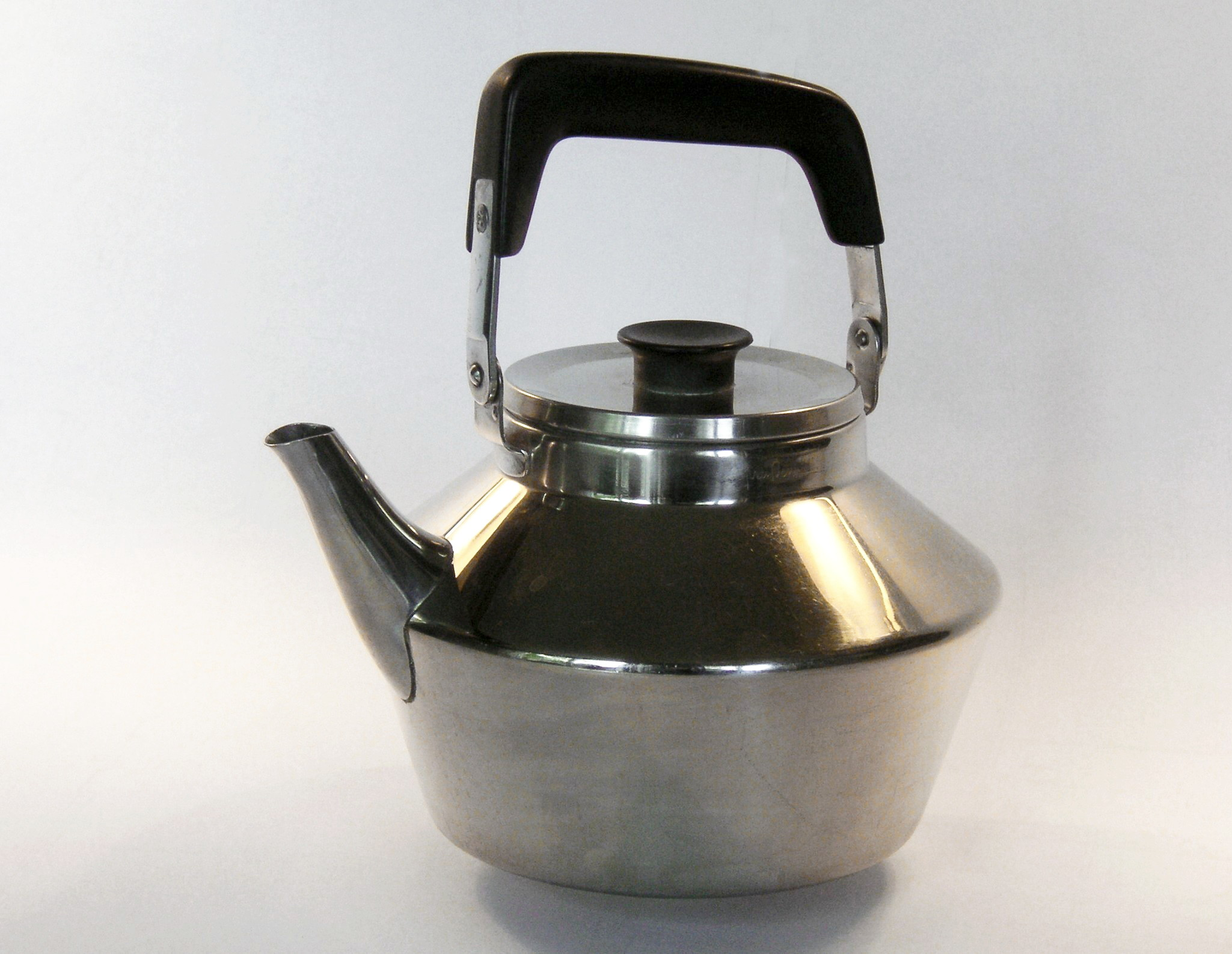
Vattenkittel för Modernum
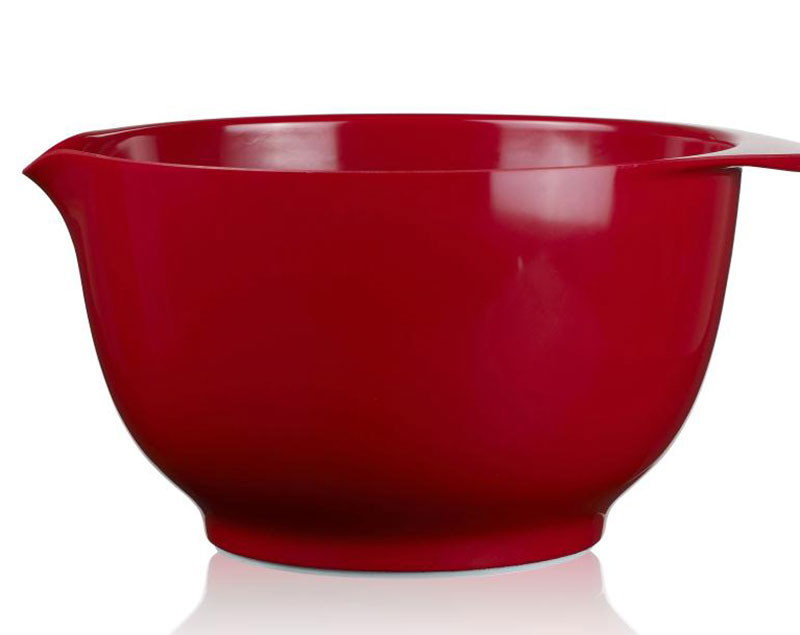
Skål Margrethe för Rosti 1950